# Utricularia minor
La lentibularia menor  (Utricularia minor) es una pequeña planta carnívora perenne que pertenece al género Utricularia. Es una hierba acuática de la familia de las lentibulariáceas.

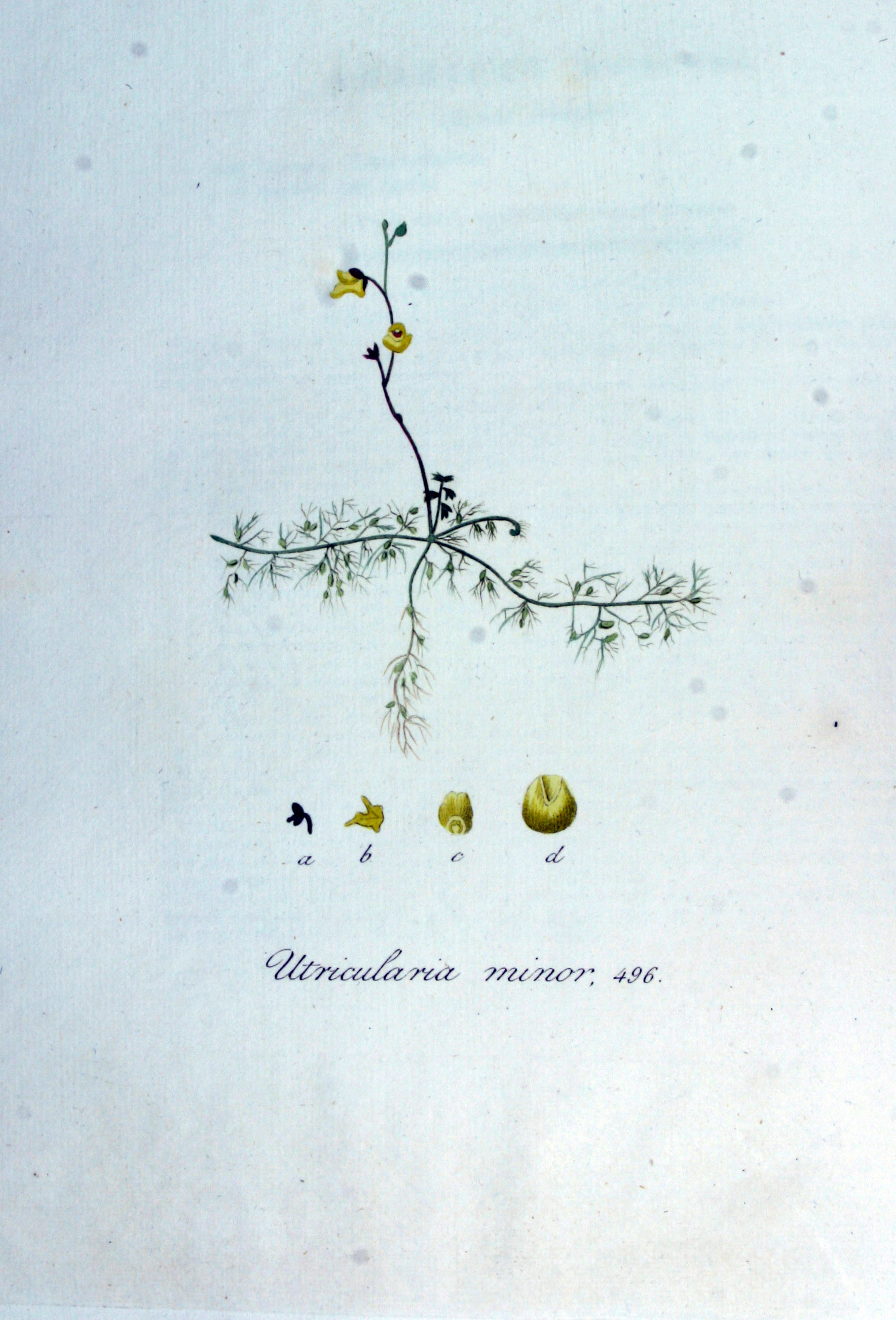
Ilustración

## Descripción
Hierba acuática sumergida en su mayor parte. Tallos de hasta 25 cm, muy delgados, de dos tipos: los que llevan hojas divididas palmeadamente en segmentos filiformes con unas pocas o sin vesiculitas, y aquellos que portan hojas muy reducidas, con muchas vesiculitas de unos 2 mm. Inflorescencias de 4-15 cm, con 2 a 6 flores; cáliz bilabiado, dividido casi hasta la base; corola bilabiada, espolonada, de 6-8 mm dew longitud, blanca o de color amarillo pálido. Fruto en cápsula de 1-2 mm. Florece desde finales de primavera y a lo largo del verano.

## Hábitat
Charcas, acequias, charcos en turberas.

## Distribución
Extendida por Europa, excepto Portugal y Turquía.

## Observaciones
Las utrícularias son plantas carnívoras que poseen vesículas especializadas, de origen foliar, consistentes en una pequeña jarrita con tapadera. Cuando algún pequeño insecto roza los pelos de la tapadera, ésta se abre y forma un remolino que atrae al insecto hasta el interior de la vesícula donde es digerido.

## Taxonomía
Utricularia minor fue descrita  por Carlos Linneo  y publicado en Species Plantarum 1: 18. 1753.
Etimología
Utricularia: nombre genérico que deriva de la palabra latina utriculus, lo que significa "pequeña botella o frasco de cuero".
minor: epíteto latino que significa "más pequeño".
Sinonimia
- Lentibularia minor (L.) Raf.
- Utricularia minor var. multispinosa Miki
- Utricularia multispinosa (Miki) Miki
- Utricularia nepalensis Kitam.
- Utricularia rogersiana Lace
- Xananthes minor (L.) Raf.[6]